# 스바루 레거시
스바루 레거시(Subaru Legacy, 일본어: スバル・レガシィ 스바루 레가시[*])는 일본 스바루에서 생산·판매하는 중형 승용차다.

## 1세대(BC, BJ, BF)
1989년부터 1993년까지 판매되었다.

## 2세대(BD, BG, BK)
1993년부터 1999년까지 판매되었다.

## 3세대(BE, BH, BT)
1998년부터 2004년까지 판매되었다.

## 4세대(BL, BP)
2004년부터 2009년까지 판매되었다.

## 5세대(BM, BR)

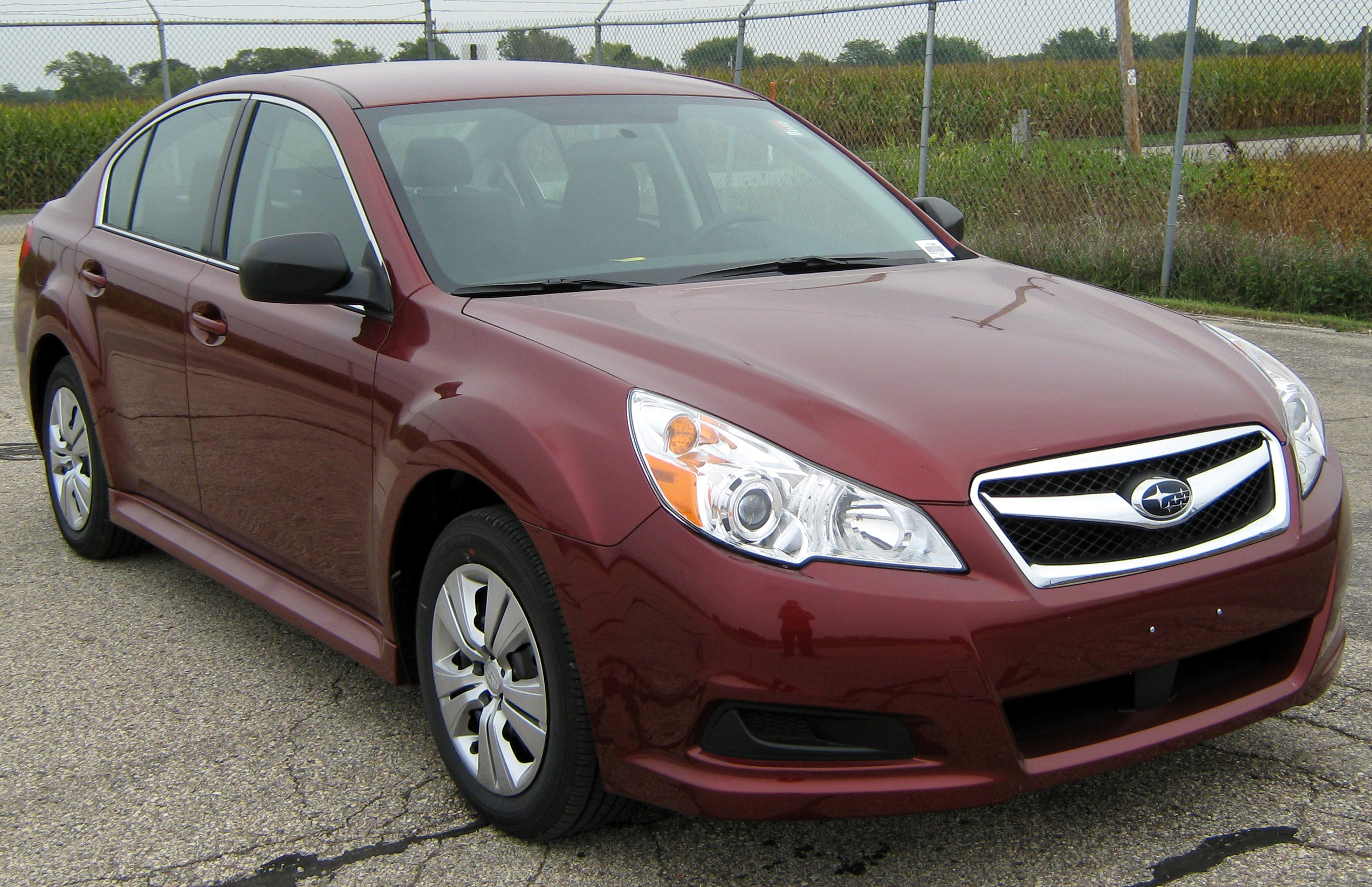
스바루 레거시(5세대) 4도어 세단 정측면

2009년부터 2014년까지 판매되었으며 2010년부터 2012년까지 대한민국에도 정식 수입하여 판매를 하였다. 대한민국에는 라피엣 현지공장 생산분이 들어왔다.

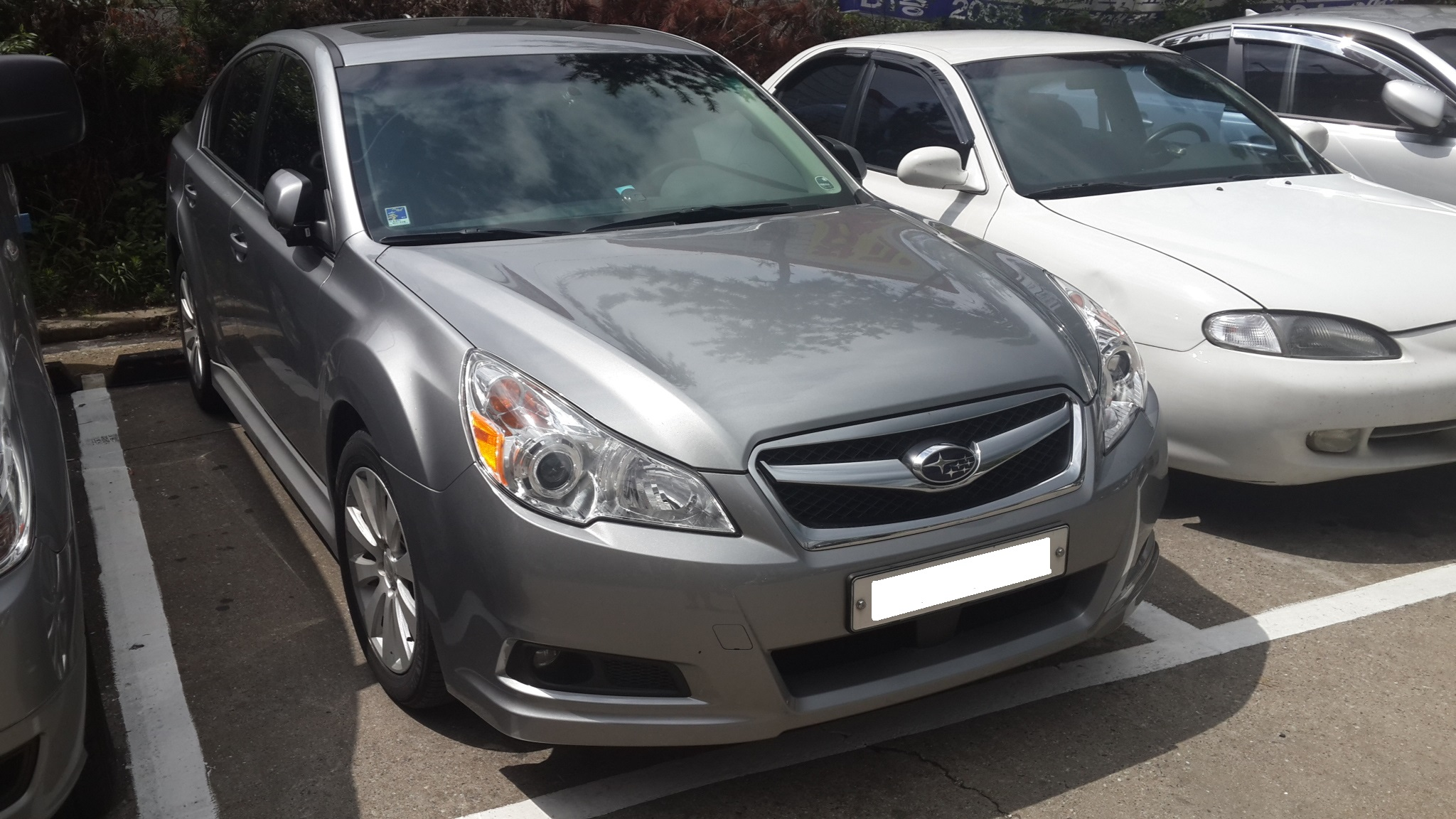
스바루 레거시 4도어 세단 (한국 판매형 모델) 정측면
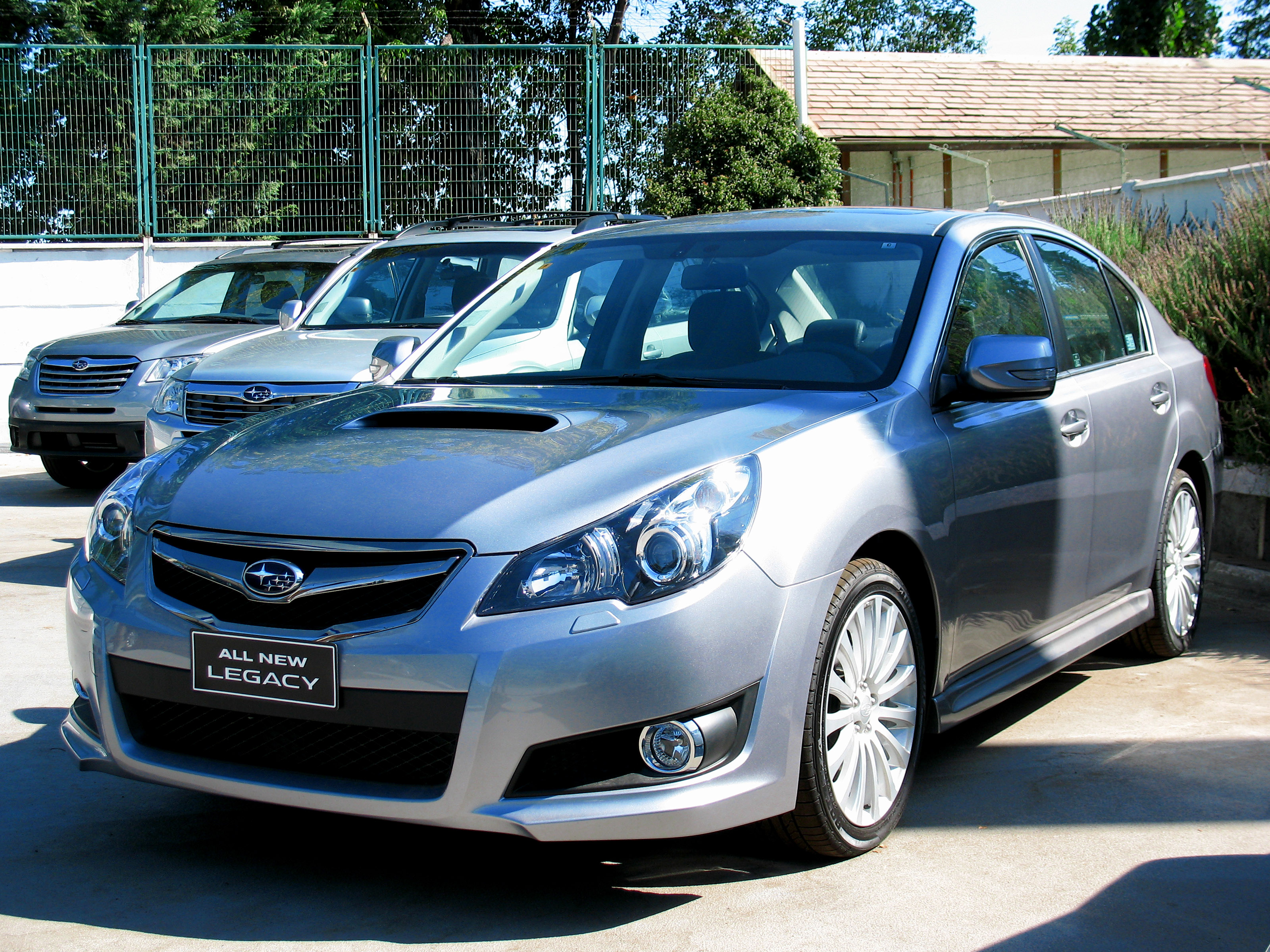
스바루 레거시 GT 4도어 세단 정측면
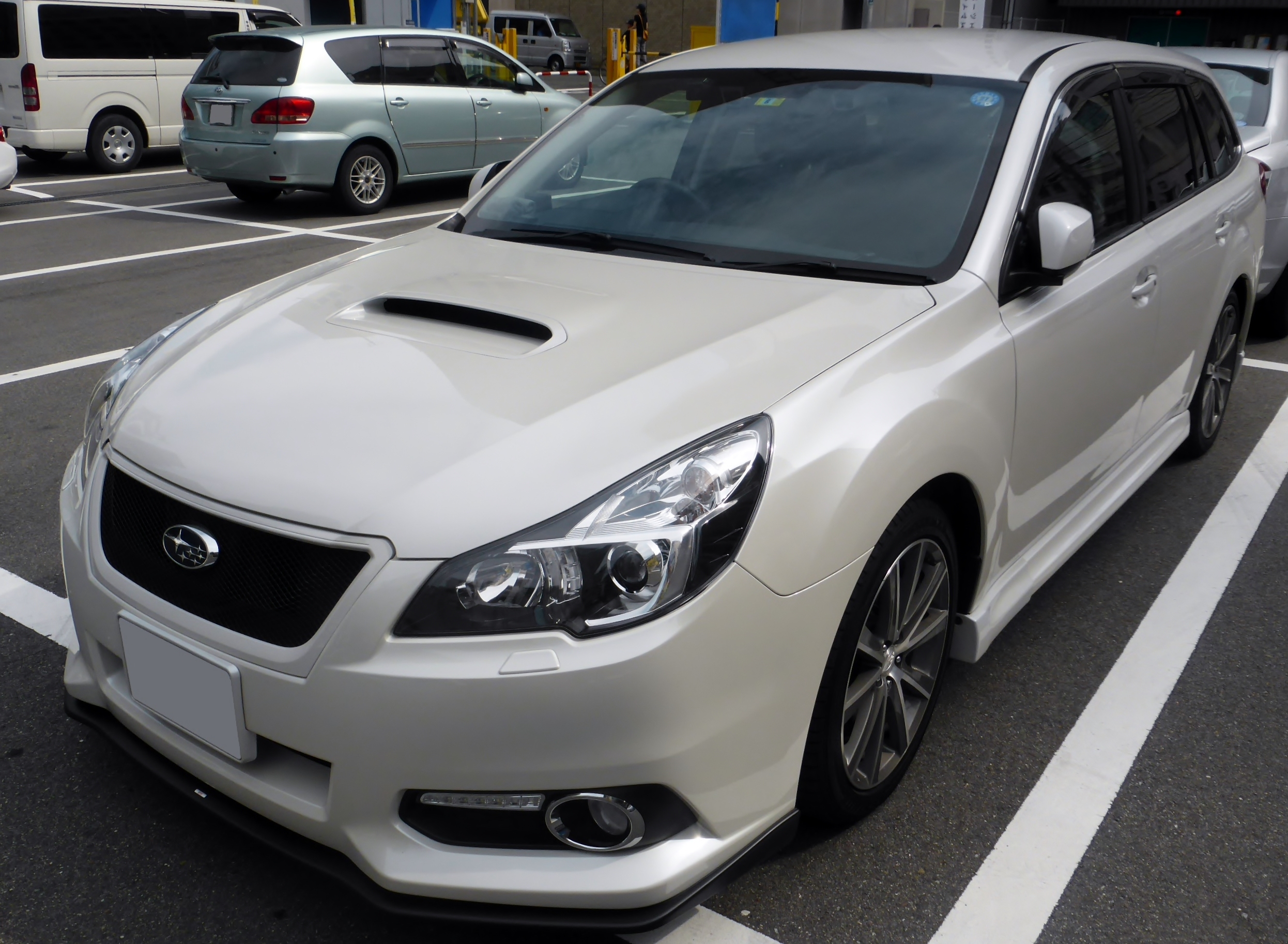
스바루 레거시 GT 5도어 스테이션 왜건 정측면
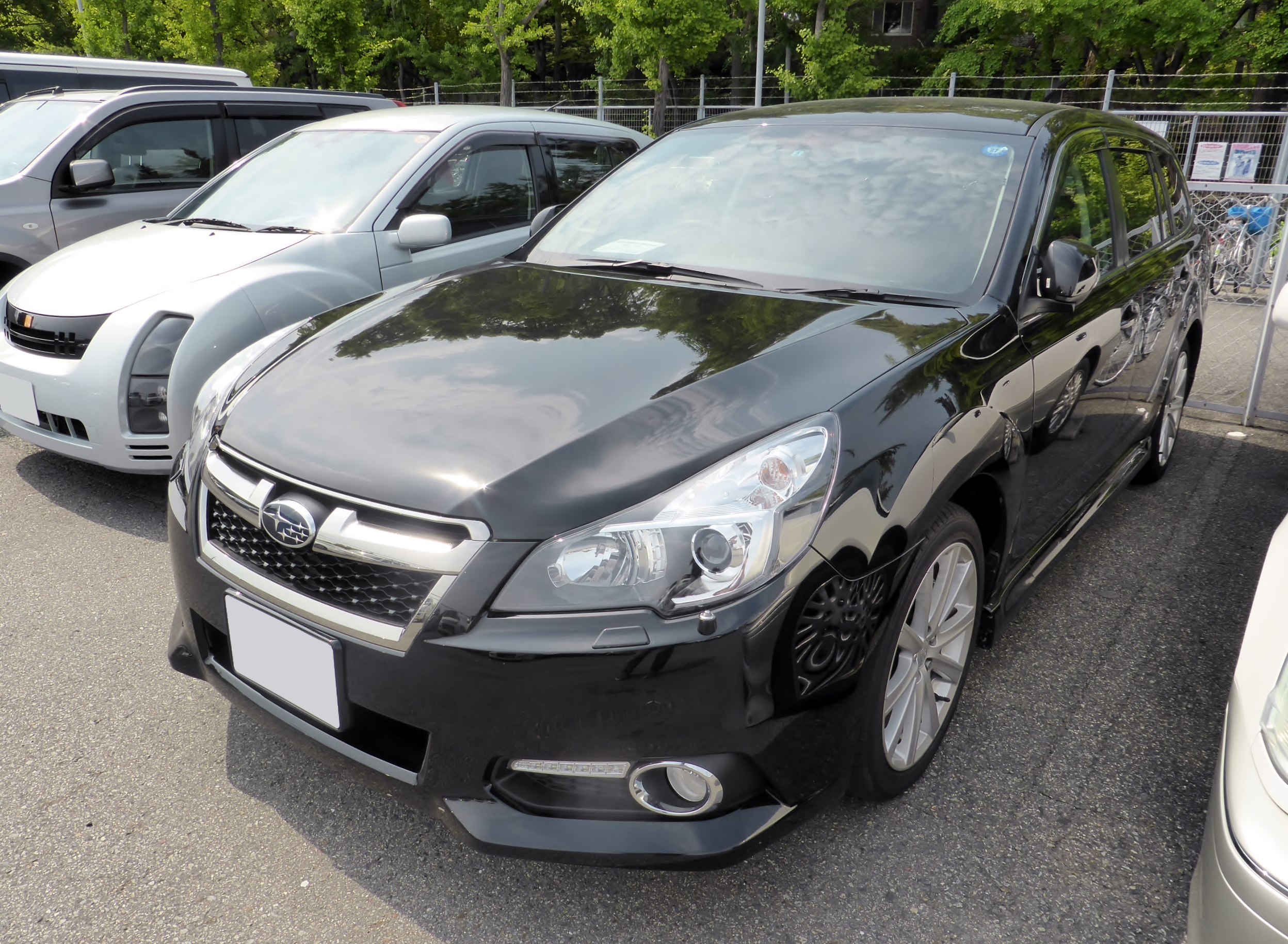
스바루 레거시 5도어 스테이션 왜건 정측면

## 6세대(BN,BS)
2014년부터 2020년까지 판매되었다.

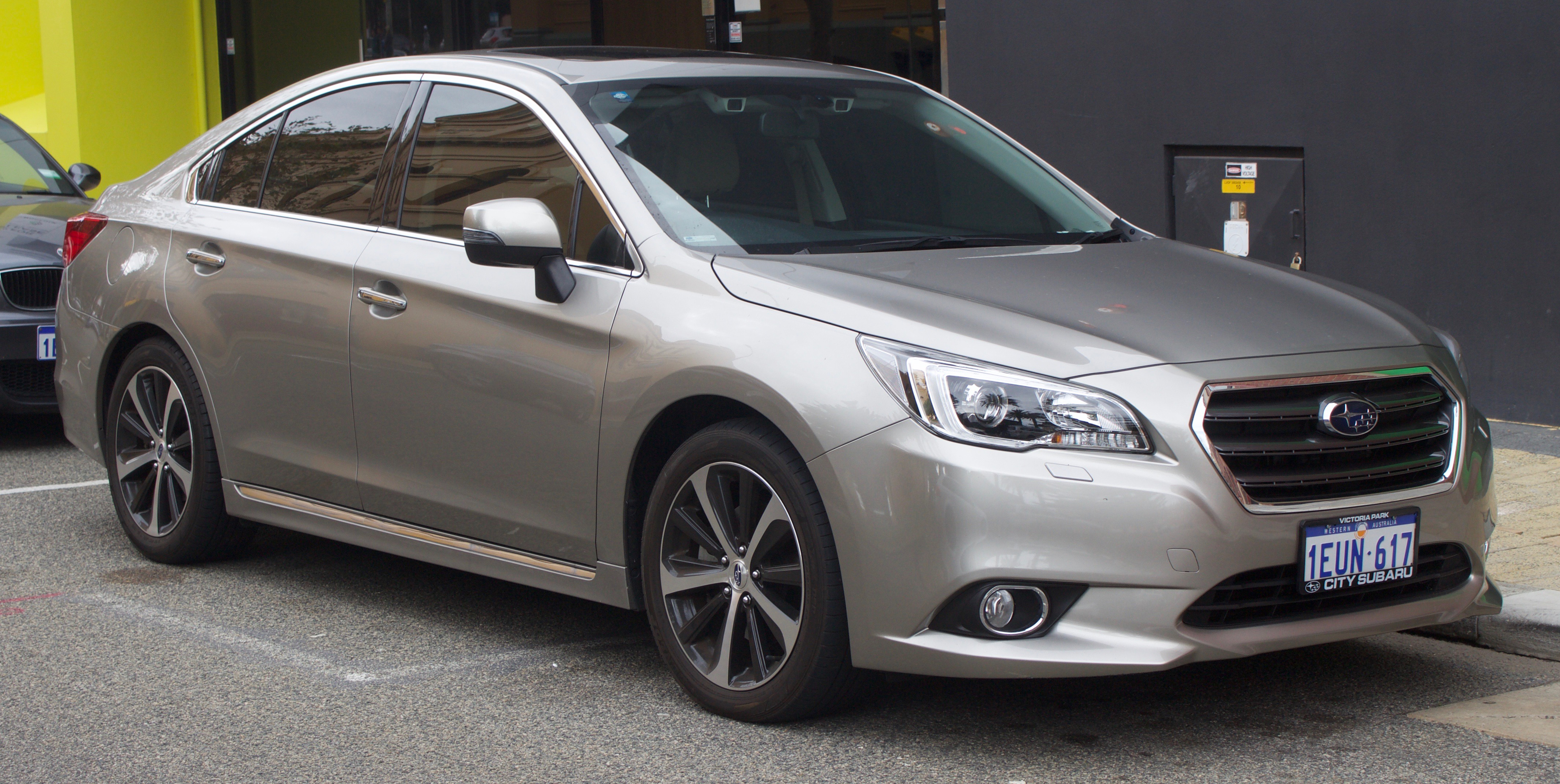
스바루 리버티(호주사양) 정측면
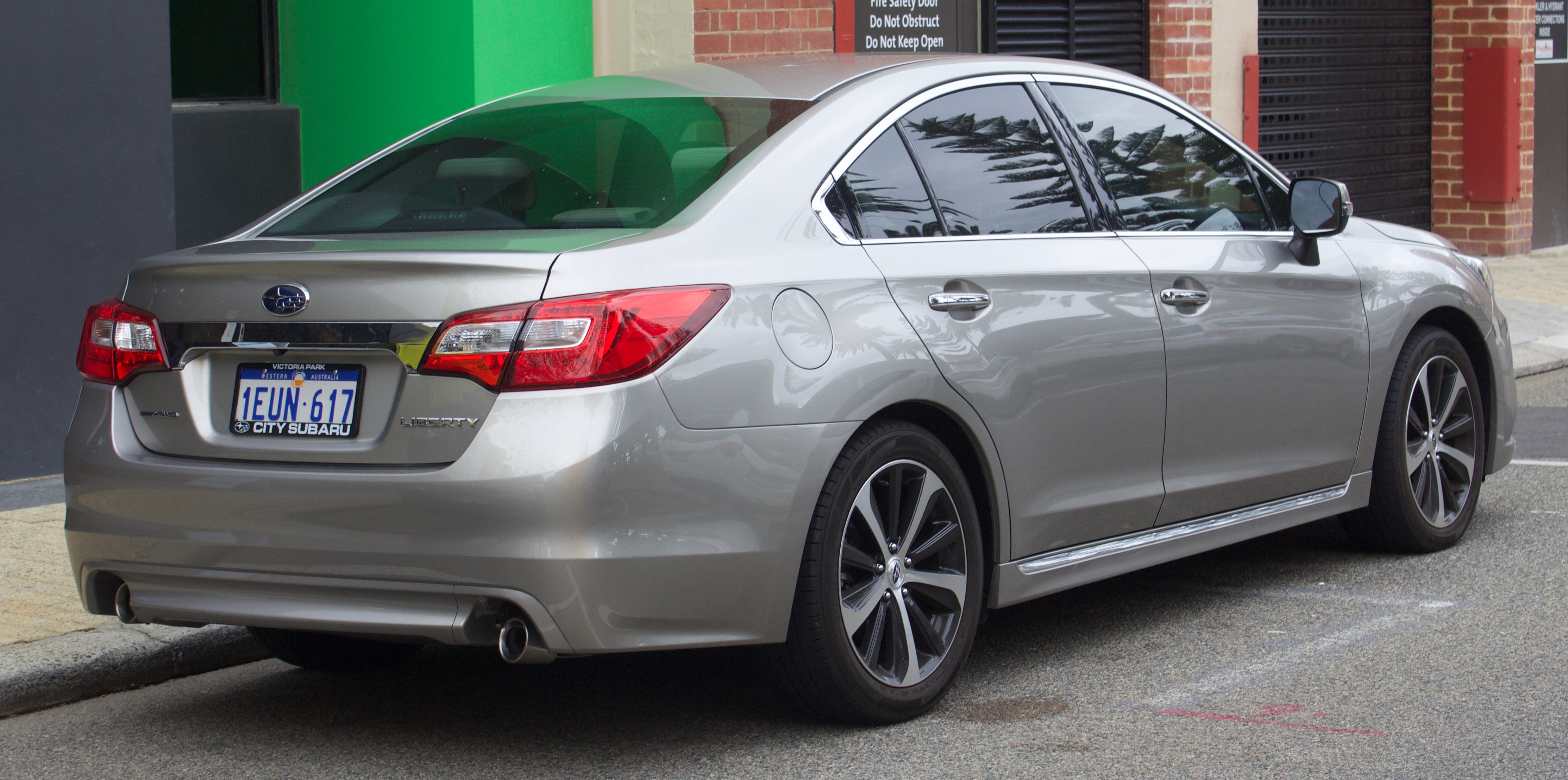
스바루 리버티(호주사양) 후측면
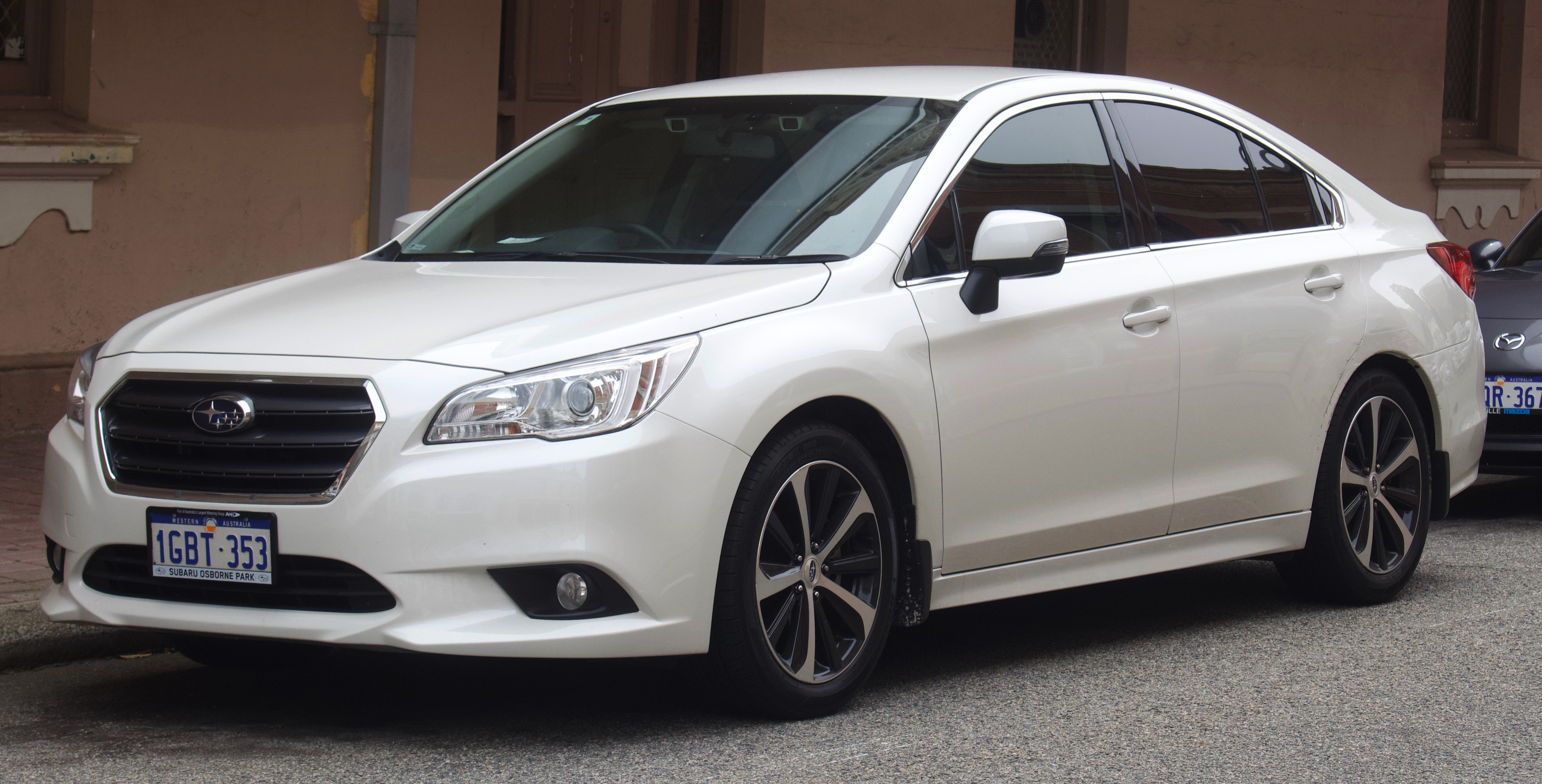
스바루 리버티(호주사양) 정측면
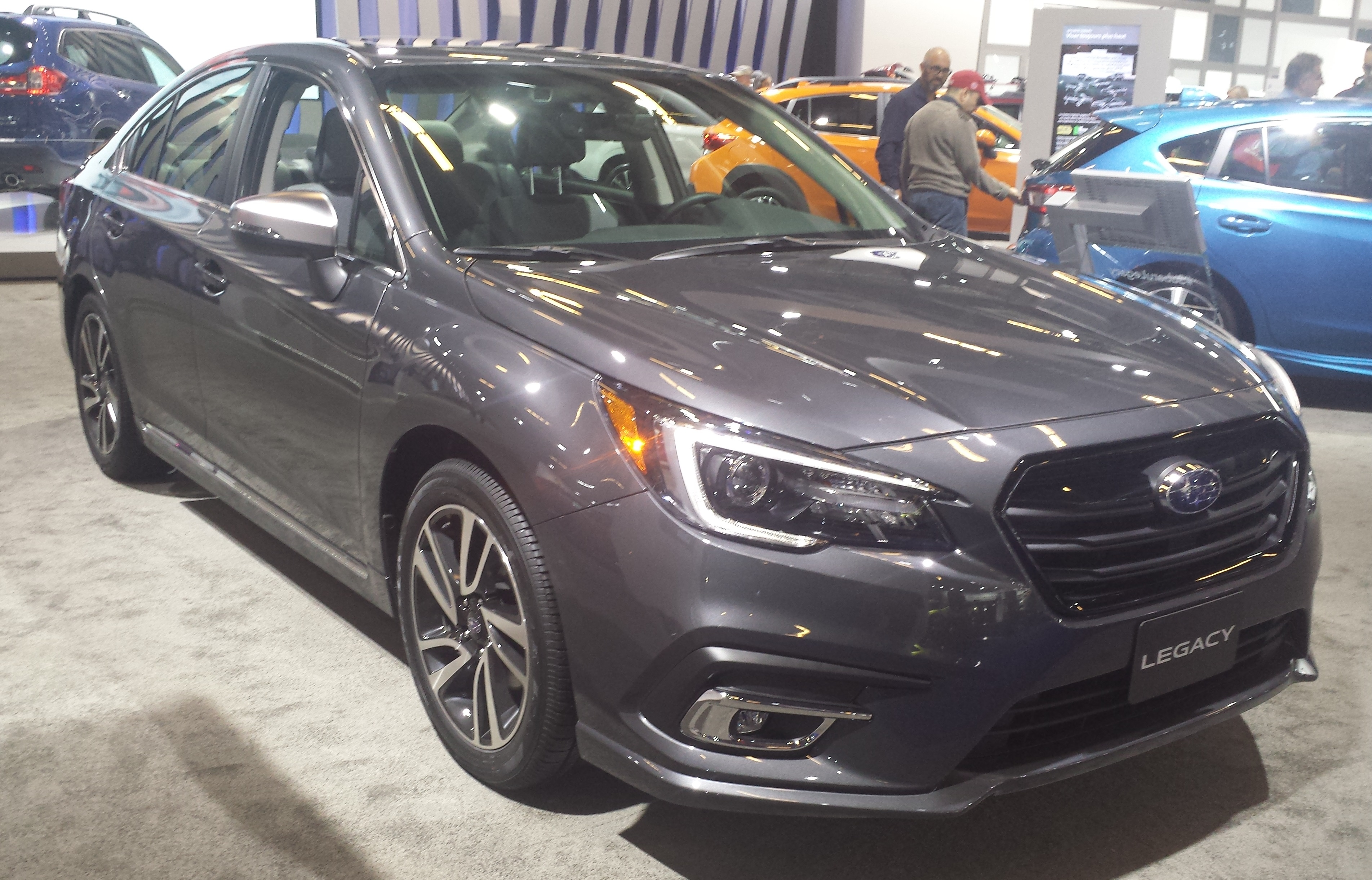
스바루 레거시 페이스리프트 모델 정측면

## 7세대(BW,BT)
2019년부터 판매하기 시작하였다.

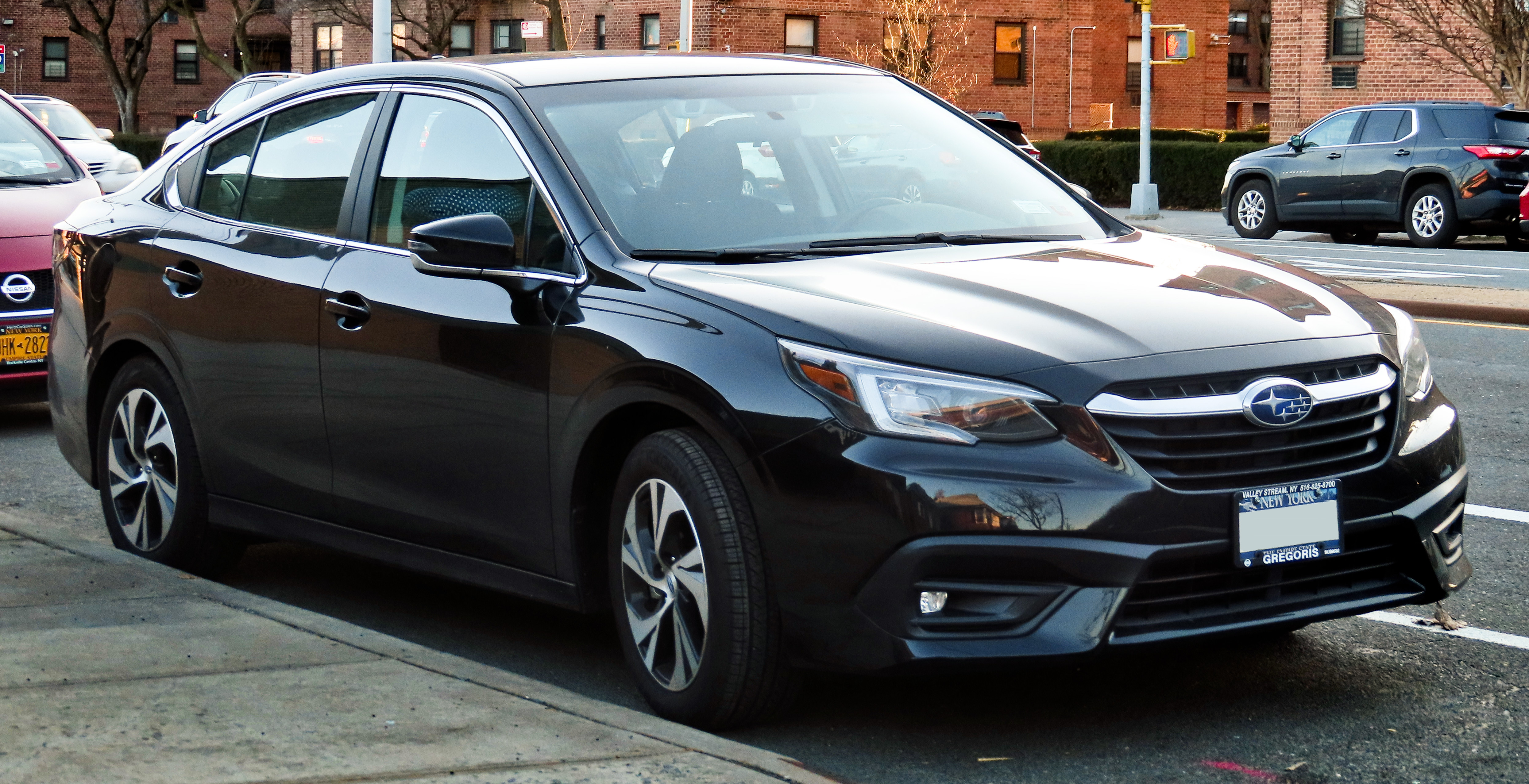
스바루 레거시 4도어 세단 정측면
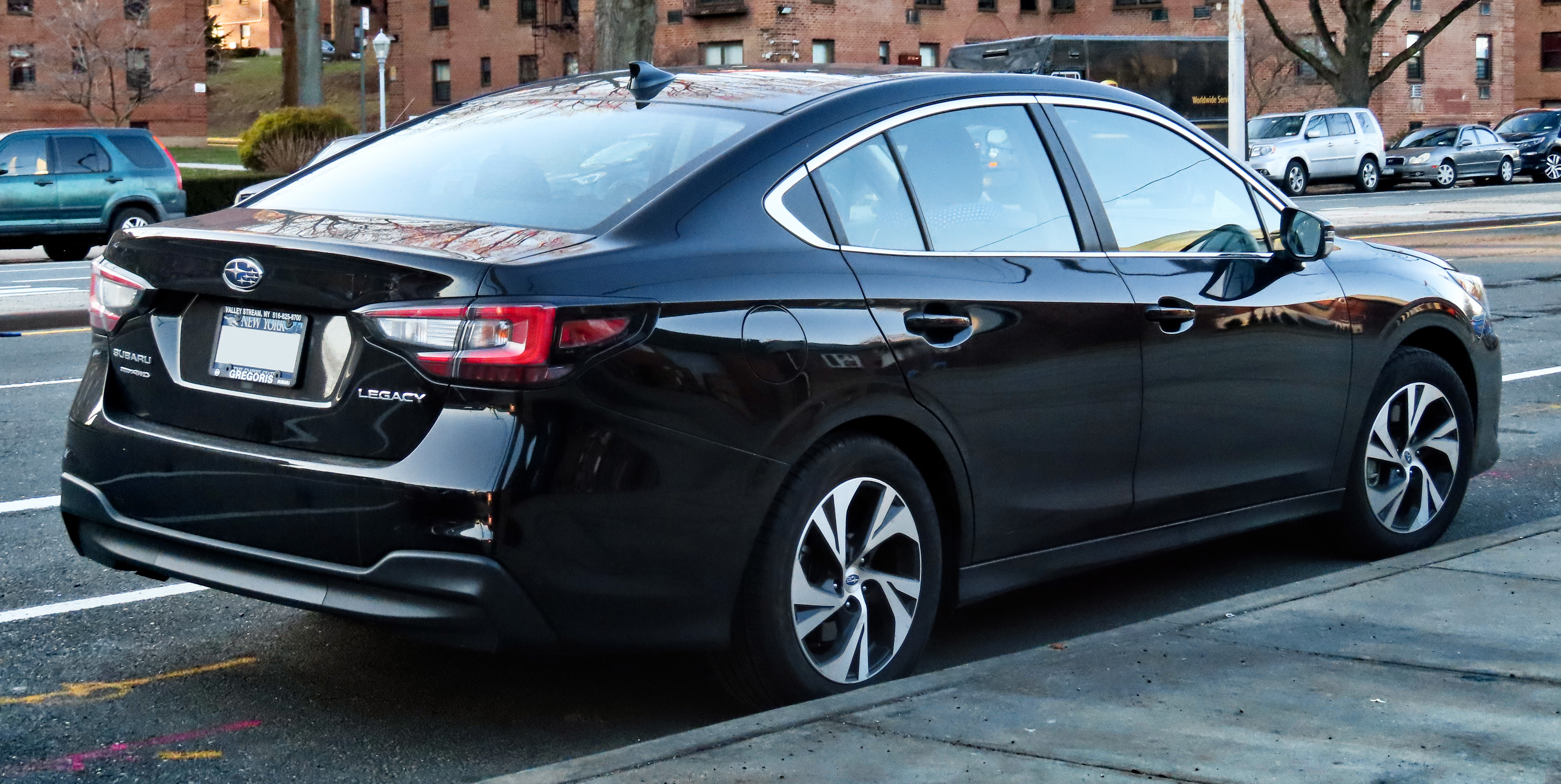
스바루 레거시 4도어 세단 후측면